# Torneo de Lyon 2022
El Open Parc Auvergne-Rhône-Alpes Lyon 2022 fue un torneo de tenis de la ATP en la categoría de ATP Tour 250. Se disputó entre el 15 y el 21 de mayo de 2022 sobre polvo de ladrillo en el Parc de la Tête d'Or en Lyon (Francia).

## Distribución de puntos
| Modalidad            | Campeón | Finalista | Semifinales | Cuartos de final | 2ª ronda | 1ª ronda | Clasificados | 2ª ronda de clasificación | 1ª ronda de clasificación |
| Individual masculino | 250     | 165       | 100         | 50               | 25       | 0        | 13           | 7                         | 0                         |
| Dobles masculino     | 250     | 150       | 90          | 45               | 20       | 0        | -            | -                         | -                         |

## Cabezas de serie

### Individuales masculino
| Tenista         | Ranking | Preclasificado |
| Cameron Norrie  | 11      | 1              |
| Pablo Carreño   | 18      | 2              |
| Gaël Monfils    | 21      | 3              |
| Álex de Miñaur  | 22      | 4              |
| Karen Khachanov | 24      | 5              |
| Aslán Karatsev  | 35      | 6              |
| Sebastián Báez  | 37      | 7              |
| Pedro Martínez  | 40      | 8              |

- Ranking del 9 de mayo de 2022.[2]

### Dobles masculino
| Tenista                       | Ranking | Preclasificado |
| Ivan Dodig Austin Krajicek    | 67      | 1              |
| Máximo González Marcelo Melo  | 72      | 2              |
| Sander Gillé Joran Vliegen    | 97      | 3              |
| André Göransson Ben McLachlan | 105     | 4              |

## Campeones

### Individual masculino
Cameron Norrie venció a  Alex Molčan por 6-3, 6-7(3-7), 6-1

### Dobles masculino
Ivan Dodig /  Austin Krajicek vencieron a  Máximo González /  Marcelo Melo por 6-3, 6-4